# Paul Lederman
Pour les articles homonymes, voir Lederman.

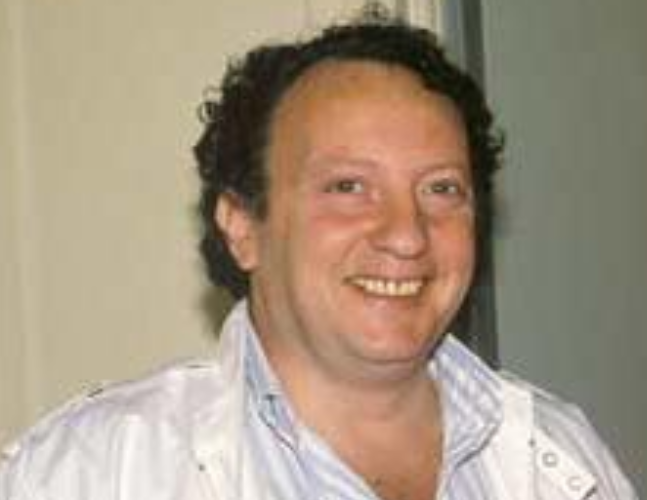
Paul Lederman dans sa jeunesse

Paul Lederman, né le 2 mai 1940 à Tanger (dans la zone internationale de Tanger, aujourd'hui au Maroc) et mort le 21 juillet 2024 à Neuilly-sur-Seine (Hauts-de-Seine), est un producteur de musique et de spectacles français.
Il a lancé les carrières de Claude François, Michel Polnareff, Mike Brant, Thierry Le Luron, Coluche et les Inconnus.

## Biographie

### Famille
Paul Lederman est né le 2 mai 1940 à Tanger dans la zone internationale de Tanger (aujourd'hui au Maroc). Il est le fils de Raphaël Lederman, industriel, et de Rachel Languewitz, tous deux juifs polonais.
Il a trois enfants : Jessica, issue d'une première union, Alexandre et Alexandra, issus de son union avec Paulette Chabeaudie.

### Carrière

#### Disquaire
Il débute dans la vie active en tant que disquaire spécialisé dans la musique américaine tant jazz que rock. Il devient rapidement disquaire de la plupart des grands magasins parisiens car c'est là que les GI encore nombreux en France à cette époque, cherchent à se procurer des disques.
Il passe des disques de son choix en première partie de soirée dans des salles de cinéma où se jouent alors des mini-spectacles avant le film.

#### Imprésario et producteur
Il se crée un réseau de maisons de disques et noue des liens avec de jeunes directeurs artistiques de l'époque, comme Jean-Jacques Tilché, du label Fontana, ou Claude Dejacques, chez Philips.
Claude François sort son premier 45T sous le pseudonyme de KôKô, c'est un flop. Sous l'impulsion des têtes pensantes de Fontana, Paul Lederman est présenté à Claude François, avec pour mission d'en faire la promotion. C'est le début du succès pour l'un et le commencement d'un parcours d'imprésario-producteur pour l'autre. Dans un premier temps, Paul Lederman est partie prenante dans le choix des titres de son poulain. Il est par exemple, à l'origine du choix du titre : Belles, Belles, Belles, puis de Si j'avais un marteau. Ces deux titres étant des reprises de standards américains que le producteur suit de près.
Par la suite, Paul Lederman s'éloigne des enregistrements pour ne plus s'occuper que de la promotion des artistes que, durant plusieurs années, il co-produit en collaboration avec Claude Martinez en créant la maison Martinez Lederman Productions, au 59 boulevard Exelmans, dans le 16ème arrondissement de Paris,.
Au fil du temps, Paul Lederman produira : Hervé Vilard, Mike Brant, Michel Polnareff, Christophe, Michèle Torr, Thierry Le Luron, Coluche, Renaud, Le Grand Orchestre du Splendid et Les Inconnus.

### Actions judiciaires

#### Les Inconnus (1986-2012)
Après le départ de Smaïn en 1985, Paul Lederman qui a rencontré Les Inconnus l'année suivante, produit Les Trois Frères et signe un contrat pour trois autres films avec Les Inconnus. Il demande alors d'obtenir des droits sur Le Pari et L'Extraterrestre, tournés sans Pascal Légitimus. Mais Didier Bourdon et Bernard Campan, considérant que « deux inconnus sur trois, ce n'était pas les Inconnus », refusent. La justice lui donne raison. Une fois leur contrat arrivé à échéance et donc libérés de toute contrainte envers leur producteur, les Inconnus réapparaissent, à nouveau au complet, dans le film Les Rois mages,.
En 2012, Paul Lederman déclare élégamment sur Europe 1 qu'ils sont « humainement à chier » et « qu'il regrette de les avoir rencontrés ». Les Inconnus déclarent « quand on a des rapports d'argent avec Lederman on se comporte comme des banquiers, on ne fait pas de sentiments… comme lui » .
En 2022, Seymour Brussel explique avoir quitté Les Cinq à cause du conflit avec Lederman et que ce dernier a « volé Les Inconnus ».

#### Succession de Coluche etColuche, l'histoire d'un mec(1986-2019)
En 2008, une semaine avant la sortie du film Coluche : L'Histoire d'un mec d'Antoine de Caunes, Paul Lederman demande en référé la modification du sous-titre « l'histoire d'un mec », dont il se dit propriétaire en tant qu'ayant droit sur tous les sketches de Coluche. Outre la modification du sous-titre (dans les affiches et le générique du film), il réclame 150 000 € de dommages-intérêts. Son avocat affirme que la moitié de cette somme sera reversée aux Restos du cœur. Il est débouté de sa demande le 14 octobre 2008 , la veille de la sortie du film de De Caunes. Dans le film, le personnage Lederman apparait mais sous un autre nom car ce dernier ne voulait pas y être mentionné.
Le 19 octobre 2011, il est condamné à verser 1,1 million d'euros aux fils de Coluche, et fait appel de cette décision.
Le 15 février 2017, les juges de la cour d'appel de Paris condamnent Paul Lederman, défendu par Bredin Prat, à verser 400 000 € aux deux fils de Coluche ainsi qu'une provision de 20 000 € à valoir sur l'exploitation des douze œuvres retenues depuis le jugement de première instance en septembre 2009, au lieu des 2 millions prévus initialement. Les fils de Coluche n'en restent pas là et après cassation, la cour d'appel de Versailles condamne Paul Lederman à leur verser plus d'un million d'euros en novembre 2019. Cette année met fin à une longue bataille durant laquelle Véronique Colucci n'aura cessé de soutenir ses fils.

### Filmographie
En 2012, il est incarné par Benoît Magimel dans le film Cloclo de Florent-Emilio Siri.

### Mort
Paul Lederman meurt le 21 juillet 2024 à Neuilly-sur-Seine (Hauts-de-Seine) à l'âge de 84 ans. Il est inhumé dans le caveau familial au cimetière parisien de Bagneux (division 56).